# Archiwum Państwowe we Lwowie
Archiwum Państwowe we Lwowie – powstało w 1908 r. z przekształconego Archiwum Namiestnictwa. Archiwum utworzono w celu przechowywania akt po zlikwidowanych urzędach Galicji, zarówno centralnych jak i terenowych.
Przed 1912 dyrektorem archiwum był Alojzy Winiarz.
Po I wojnie światowej archiwum weszło do polskiej sieci archiwalnej, a w 1933 r. włączono do niego zasób Archiwum Ziemskiego.
Dyrektorem archiwum był historyk i archiwista Eugeniusz Barwiński, a jednym z długoletnich tutejszych archiwistów Karol Maleczyński. 
Po agresji ZSRR na Polskę we wrześniu 1939 r. i aneksji Lwowa przez ZSRR archiwum lwowskie (po utworzeniu we Lwowie w listopadzie 1939 Centralnego Archiwum Akt Dawnych) znalazło się w gestii archiwistów USRR, a po 1991 niepodległej Ukrainy, zgodnie z zasadą terytorialności (pertynencji) zasobów archiwalnych.